# Liebermeister-Regel
Die Liebermeister-Regel besagt, dass sich bei Fieberkurven von Erwachsenen die Pulsschläge mit einer Geschwindigkeit von etwa acht Schlägen pro Minute für jedes Grad Celsius erhöhen.
Sie ist nach dem deutschen Internisten Carl von Liebermeister benannt. Eine Ausnahme von dieser Regel ist ein vergleichsweise langsamer Puls, insbesondere bei Gelbfieber, der als Faget-Symptom (Puls-Temperatur-Dissoziation) bekannt ist. Jean Charles Faget (1818–1884) charakterisierte dieses Symptom 1859.